# Třtina šedavá
Třtina šedavá (Calamagrostis canescens) je druh rostliny z čeledi lipnicovité (Poaceae).

## Popis
Jedná se o vytrvalou výběžkatou trávu, dosahující výšky nejčastěji 50–150 cm. Oddenky jsou plazivé s dlouhými výběžky, rostliny jsou světle až šedě zelené. Stébla mají nejčastěji 3–5 kolének, jsou dole hladká, nahoře drsná. Na středních kolénkách se stébla často větví, což je u trav celkem řídký jev, v paždí středních pochev mohou být svazečky listů. Listy jsou střídavé s listovými pochvami, které jsou hladké nebo slabě drsné, dolní pýřité. Čepele jsou čárkovité, asi 3–8 mm široké, ploché nebo svinuté, na líci řídce chlupaté, na rubu lesklé. Jazýček je dřípený, u horních listů 2–5 mm dlouhý, na vnější straně lysý.
Květenstvím je lata, která se skládá z mnoha klásků, celá lata je víceméně přímá, za plodu pak převislá, poměrně řídká, asi 5–15 cm dlouhá a za květu cca 7 cm široká, větévky jsou křivolaké, hladké nebo trochu drsné. Klásky jsou jednokvěté, hnědé až nachové, plevy jsou víceméně stejné, 4–6 mm dlouhé, na kýlu štětinkaté, chlupy bazálního věnečku sahají do poloviny pluchy nebo jsou až stejně dlouhé jak plucha. Plucha je kratší než pleva, nahoře dvouzubá, pětižilná, osina je nasazená na vrcholu pluchy nebo těsně pod ním a je krátká, jen 0,5–1 mm. Tyčinky jsou 3, prašníky jsou fialové. Plodem je obilka. Počet chromozómů je 2n=28.

## Rozšíření ve světě
Třtina šedavá je přirozeně rozšířena především v severnější části Evropy, na sever je rozšířena až po severní Skandinávii, zhruba od Alp na jih už je vzácná nebo zcela chybí, stejně jako ve Velké Británii. Na východ sahá až po jižní Sibiř.

## Rozšíření v Česku
V ČR roste roztroušeně od nížin do podhůří. Najdeme ji nejčastěji v mokřadních olšinách, dále roste na slatinných až rašelinných loukách.